# Clostridium difficile
Clostridioides difficile (заст. синонім Clostridium difficile) — вид бактерій роду Clostridioides, грам-позитивні анаеробні паличкоподібні бактерії, що формують ендоспори. C. difficile є головним етіологічним фактором розвитку псевдомембранозного коліту, тяжкого інфекційного захворювання кишки, яке часто виникає у випадку знищення флори кишки внаслідок надмірного використання антибіотиків. У разі розвитку коліту, призначаються ванкоміцин або фідаксоміцин, інколи метронідазол, хоча останній вже відсутній у нових рекомендаціях з лікування ентероколіту, спричиненого C. difficile.